# Alfonso Vidal
Alfonso Vidal Verdú (Alcoy, España; 21 de septiembre de 1953) fue un futbolista español que se desempeñaba como guardameta.

## Clubes
| Club             | País   | Año         |
| ---------------- | ------ | ----------- |
| Getafe Deportivo | España | 1976 - 1979 |
| Elche CF         | España | 1979 - 1984 |